# Östlig skriknattskärra
Östlig skriknattskärra (Antrostomus vociferus) är fågel i familjen nattskärror. Den häckar i östra Nordamerika. Vintertid flyttar den till Kuba och Centralamerika söderut till Panama. Arten minskar relativt kraftigt i antal, så pass att IUCN kategoriserar den som nära hotad.

## Utseende
Östlig skriknattskärra mäter 22–27 centimeter och har en fläckig fjäderdräkt, ovansidan är grå, svart och brunaktig och undersidan är grå och svart. Hanen kännetecknas av förekomsten av lite vitt nedanför strupen och vita yttre stjärtpennor. Näbben är kort.

## Utbredning och systematik
Östlig skriknattskärra förekommer i södra Kanada och östra USA och övervintrar söderut till Kuba och västra Panama. Den behandlas som monotypisk, det vill säga att den inte delas in i några underarter.
Tidigare betraktades östlig och västlig skriknattskärra (A. arizonae) som samma art, med det svenska trivialnamnet skriknattskärra. Efter konstanta skillnader i utseende, läte, färg på äggen och DNA delas de numera upp i två.

### Släktestillhörighet
Arten placerades tidigare i Caprimulgus men genetiska studier visar att den står närmare Phalaenoptilus och Nyctiphrynus.

## Ekologi
Fågeln är främst aktiv i skymningen och under natten, fram till den tidiga morgonen. Under dagen vilar den. Dess föda består av insekter. Den häckar på marken och honan lägger vanligen två ägg per kull.

## Status och hot
Östlig skriknattskärra har ett stort utbredningsområde och en världspopulation på uppskattningsvis 1,8 miljoner vuxna individer. Sentida studier visar dock att den minskar relativt kraftigt i antal, varför internationella naturvårdsunionen IUCN kategoriserar den som nära hotad sedan 2018.

## Namn
På engelska kallas den Whip-poor-will, efter sitt läte.